# 최지은 (아나운서)
최지은(1983년 12월 17일 ~ )은 대한민국의 前 TBS 교통방송 전략기획실 아나운서이다.

## 학력
- 2002년 ~ 2007년 서울여자대학교 언론영상학 학사
- 2018년 ~ 2019년 솔퍼드 대학교 대학원 미디어심리학전공 석사

## 경력
- 2007년 3월 ~ 2020년 2월 TBS 교통방송 아나운서
- 2020년 2월 ~ 2024년 6월 TBS 교통방송 전략기획실 아나운서
- 2024년 7월 오마이뉴스 오마이TV 앵커

## 홍보대사
- 2008년 한국소아당뇨인협회 홍보대사
- 2013년 범국민 언어문화개선운동 홍보대사

## 진행

### 라디오
| 연도      | 방송사                | 프로그램                     | 진행 기간                          | 비고 |
| --------- | --------------------- | ---------------------------- | ---------------------------------- | ---- |
| 2007~2011 | TBS 교통방송          | 50분 교통정보                | 2007년 3월 1일 ~ 2011년 3월 13일   | 진행 |
| 2009~2011 | TBS 교통방송          | 염경환, 최지은의 주말이 좋다 | 2009년 3월 30일 ~ 2011년 3월 13일  | 진행 |
| 2011~2016 | TBS 교통방송          | 장용, 최지은의 4시를 잡아라  | 2011년 11월 7일 ~ 2016년 3월 13일  | 진행 |
| 2016~2019 | TBS 교통방송          | 라디오 와이파이 최지은입니다 | 2016년 3월 14일 ~ 2019년 11월 24일 | 진행 |
| 2020~2025 | KBS 쿨FM KBS 클래식FM | 경란파워                     | 2020년 6월 22일 ~ 2025년 4월 6일   | 진행 |
| 2022~2024 | TBS 교통방송          | 네시 상륙작전 최장군입니다   | 2022년 3월 28일 ~ 2024년 6월 1일   | 진행 |
| 2024~     | 오마이뉴스 오마이TV   | 최지은의 뉴스호로록          | 2024년 7월 15일 ~                  | 진행 |